# Caroline's a Victim/Birds
Caroline's A Victim/Birds è il primo singolo di Kate Nash. È un doppio singolo in vinile uscito in Inghilterra in edizione limitata; da un lato c'è Caroline's A Victim, canzone di cui è stato girato anche un video, nell'altro lato c'è invece Birds, inserita poi nella tracklist di Made of Bricks. Caroline's A Victim è stata una delle più ascoltate sul profilo Myspace della cantante.

## Tracce
7" / Download Digitale
1. "Caroline's a Victim"
2. "Birds"